# Theodore Wharton
Theodore Wharton (* 12. April 1875 in Milwaukee, Wisconsin; † 28. November 1931 in Hollywood) war ein US-amerikanischer Filmregisseur, Filmproduzent und Drehbuchautor der Stummfilmära.

## Leben

### Anfänge
Theodore Wharton begann seine berufliche Laufbahn als Kassenwart der Oper von Dallas. Bald wechselte er vor die Kulissen und arbeitete als Schauspieler und Regisseur in verschiedenen Theaterensembles, unter anderem in St. Louis und New York. 1907 besuchte er mehrmals die Studios von Thomas Alva Edison, wobei sein Interesse am Filmgeschäft erwachte. Er arbeitete für Edison als technischer Direktor, ehe er 1909 das Studio der Kalem-Filmgesellschaft einrichtete. Von 1910 bis 1912 arbeitete er für Pathé, wo er einige der ersten Fortsetzungsfilme der Filmgeschichte drehte, ehe er nach Chicago ging, um für Essanay zu arbeiten. Wharton hatte in dieser Zeit schon mehr als fünfhundert Filme geschrieben, inszeniert und produziert und sich einen Namen als Fachmann für temporeiche Action- und Abenteuerfilme gemacht.

### Essanay
Wharton drehte für die Filmproduktionsgesellschaft Essanay vor allem in Ithaca, das damals als Hollywood des Ostens bekannt war. Der Regisseur strebte nach damals ungewöhnlich realistischen Aufnahmen in echten Hinterhöfen und Nebenstraßen, ließ aber auch ein weiträumiges Studio auf dem Gelände der Cornell-Universität errichten, wo er das rege Campusleben als Hintergrund für seine Filme nutzte. Zu den Stars, für die Wharton geeignete Drehbücher schrieb und die er als Regisseur anleitete, gehörten vor allem Francis X. Bushman und Beverly Bayne, das führende Starpaar der Firma. Wharton wurde vor allem bekannt für rasant geschriebene Abenteuer- und Actionfilme mit spektakulären Stunts, drehte aber auch eine der ersten bekannten Leinwandadaptationen von Charles Dickens’ A Christmas Carol.
1912 bekam Wharton von der amerikanischen Regierung den Auftrag, einen Film über die Indianerkriege zu drehen. Diese Produktion, The Late Indian Wars, wurde das erste sieben Rollen lange Werk in der amerikanischen Filmgeschichte. Gedreht wurde an den Originalschauplätzen in South Dakota, Montana, Wyoming und Oklahoma, mehr als fünftausend Indianer und Soldaten wurden eingesetzt sowie auch historische Persönlichkeiten wie General Nelson A. Miles und William F. Cody, besser bekannt als Buffalo Bill.

### Eigene Firma
1914 fühlte sich Wharton von Essanay nicht mehr genügend unterstützt und gründete mit seinem Bruder Leopold Wharton eine eigene Filmgesellschaft in Ithaca: Wharton. Die Wharton-Brüder waren die ersten unabhängigen Produzenten der amerikanischen Filmgeschichte. Von Anfang an hatten sie großen Erfolg. Eine Reihe berühmter Schauspieler wurden von Theodore und Leopold Wharton, die oft gemeinsam Regie führten, eingesetzt, darunter Lionel Barrymore, Henry B. Walthall, Pearl White, Oliver Hardy, Wallace Beery und Rudolph Valentino.
Die Firma war vor allem mit actionreichen Fortsetzungsfilmen erfolgreich, wie der Elaine-Reihe mit Pearl White in der Titelrolle. Dennoch war Wharton, auch wegen der Abneigung der Brüder Kredite aufzunehmen, 1917 in ernsthaften finanziellen Schwierigkeiten. Theodore Wharton musste sein Studio untervermieten und selber in ein kleineres ziehen. Er schaffte es allerdings, mit Hilfe von Anleihen eine weitere Fortsetzungsgeschichte zu finanzieren, The Eagle's Eye. Diese Reihe erzählte, passend zum Eintritt der USA in den Ersten Weltkrieg, die Geschichte eines deutschen US-Botschafters, der ein Komplott für den Untergang der Lusitania schmiedete. Wharton gab eine enorme Summe für diesen Film aus, doch als The Eagle's Eye herauskam, war gerade der Waffenstillstand erklärt worden und das Thema des Films für das Publikum uninteressant geworden. Außerdem war die Spanische Grippe auf ihrem Höhepunkt, was den Besuch in den Filmtheatern dramatisch einbrechen ließ.
Die Firma war nun bankrott und Wharton gezwungen, sein Studio zu schließen. Kameras, Beleuchtung, Kulissen, Requisiten und Kostüme wurden zwangsversteigert, alles zusammen erlöste nicht mehr als 12.000 US-Dollar. Whartons Anwalt behielt die Originalabzüge der Filme in seinem Tresor, in der Hoffnung irgendwann Gewinn mit ihnen machen zu können. Im heißen Sommer 1929 gingen die hochempfindlichen Nitratfilme durch Selbstentzündung in Flammen auf; dabei gingen fast alle Werke der Wharton-Filmgesellschaft unwiederbringlich verloren.

### Letzte Pläne
Wharton konnte nach seinem Bankrott nur noch einige wenige Filme für Universal Studios drehen. Er versuchte wiederholt erneut ins Filmgeschäft einzusteigen. 1925 etwa planten die Whartons ein Studio in Santa Cruz zu errichten. Tatsächlich erwarben die Whartons ein Stück Land und begannen mit den Bauarbeiten, die allerdings wegen finanzieller Schwierigkeiten nur sehr langsam vorankamen. Am Ende wurden von dem geplanten Studio nur vereinzelte Bürogebäude errichtet.
Theodore Wharton starb 1931 nach langjähriger Krankheit in Hollywood. Er war völlig in Vergessenheit geraten.